# Yftisite-(Y)
La yftisite-(Y) è un minerale non riconosciuto dall'IMA perché l'analisi chimica fornita è incompleta.